# Boudicca (Schiff)
Die Boudicca war ein Kreuzfahrtschiff, welches bis 2020 von der norwegisch-britischen Reederei Fred. Olsen Cruise Lines betrieben wurde. Sie wurde 1973 als Royal Viking Sky für die Royal Viking Line gebaut und ist heute nach der keltischen Königin Boudicca benannt, die um 60 n. Chr. gegen die römische Besetzung Britanniens kämpfte und deswegen in England sehr populär ist.
Sie wurde als eines von drei nahezu identischen Schiffen der Royal-Viking-Star-Klasse gebaut. Auftraggeber war die Nordenfjeldske Dampsibsselskap. Die beiden Schwesterschiffe waren die von Det Bergenske Dampskibsselskab, Bergen georderte Royal Viking Star, die zuletzt den Namen Black Watch trug, sowie die Royal Viking Sea, welche von AF Klaveness & Co, Oslo, bestellt und zuletzt unter dem Namen Albatros betrieben wurde.

## Geschichte

### Royal Viking Sky

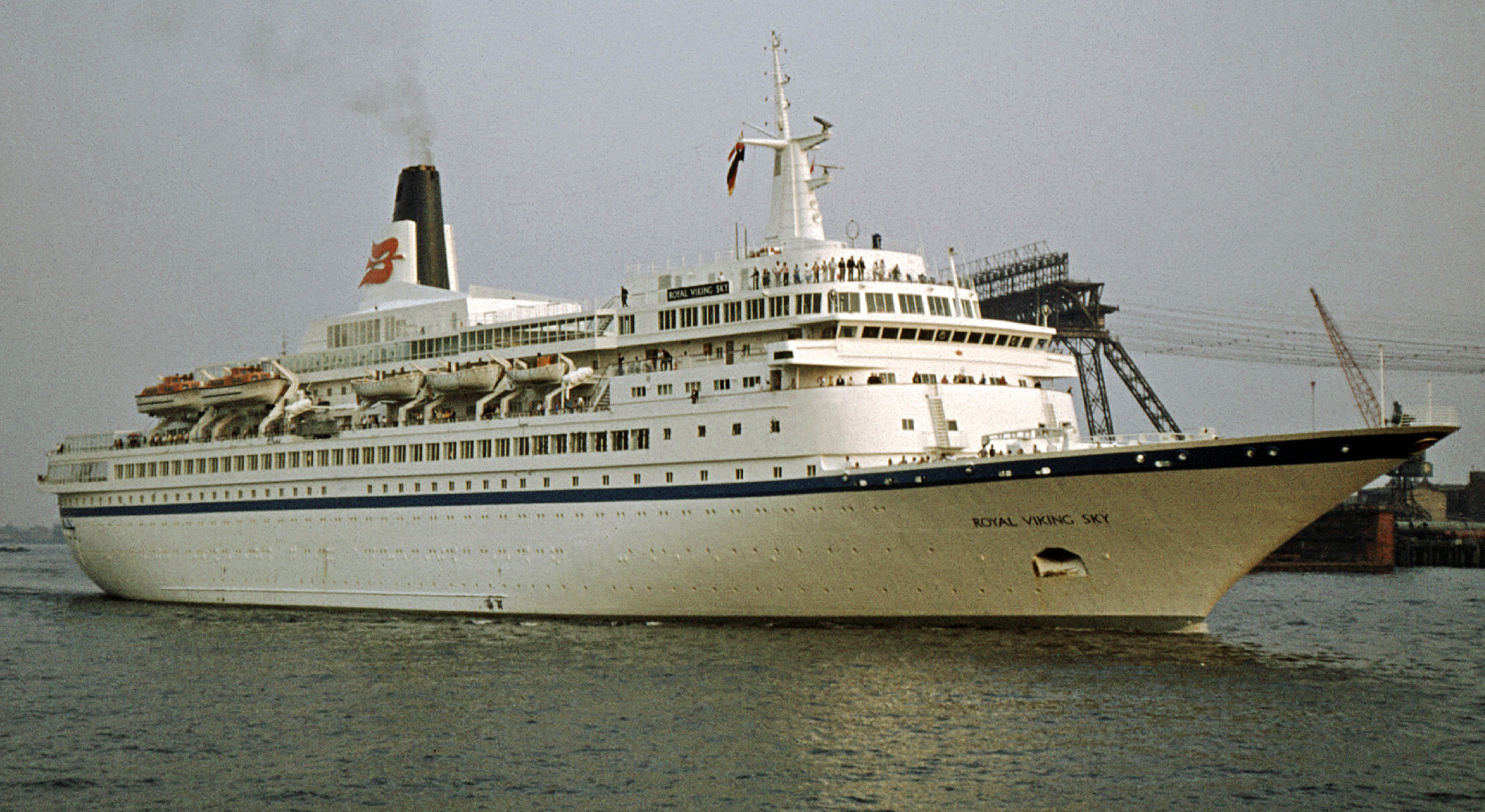
Royal Viking Sky 1973 in Hamburg

Die Royal Viking Sky wurde bei Wärtsilä in Helsinki gebaut. Die Kiellegung des Schiffes erfolgte am 1. Dezember 1971, der Stapellauf am 25. Mai 1972. Am 1. Juni 1973 wurde das Schiff fertiggestellt und am 5. Juni 1973 an die Royal Viking Line übergeben, die es für Kreuzfahrten auf verschiedenen Routen rund um die Welt einsetzte.
In ihrer ursprünglichen Form vermaß die Royal Viking Sky 21.891 BRZ und war 177,70 m lang. Die Ausstattung war für ihre Zeit luxuriös und auf Fernreisen zu exotischen Zielen mit wohlhabendem Publikum abgestimmt. Dementsprechend niedrig war auch die Passagierzahl mit 536, die zu einem überproportional hohen Anteil in Suiten untergebracht waren. Die Besatzungsstärke lag damals bei 324 Mann – also in etwa genauso hoch wie heute.
Ein damals sehr publikumsträchtiges Ereignis erfolgte am 1. Mai 1976. Mit der Royal Viking Sky und der Royal Viking Star durchquerten erstmals zwei Schwesterschiffe gleichzeitige den Panamakanal, allerdings in entgegengesetzten Richtungen.

#### Verlängerung
Vom 9. September bis zum 27. November 1982 wurde das Schiff bei der AG Weser in Bremerhaven um 28 Meter auf 206 Meter verlängert. Des Weiteren wurde das Fassungsvermögen auf 812 Passagiere erhöht. Zum Leidwesen ihrer Betreiber kamen der Umbau und besonders die deutliche Vergrößerung der Passagierzahl bei den Gästen weniger gut an, was sich auch in den Buchungszahlen niederschlug.
1987 wurde das Schiff auf Kloster Cruise mit Sitz in Nassau, Bahamas, umregistriert.
Am 14. September 1991 erhielt es einen neuen Namen und fuhr nun als Sunward.

### Birka Queen
Im Mai 1992 kaufte die Birka Line, Mariehamn, Åland, Finnland, das Schiff und ließ es auf der Hortens Werft in Norwegen überholen. Es wurde auf den Namen Birka Queen umbenannt.
Zwischen dem 10. Juni und dem 23. Oktober 1992 fuhr es auf der Route Stockholm – Riga sowie Stockholm – St. Petersburg.

### Sunward
Am 27. Oktober des Jahres charterte die Kloster Cruise Line mit Sitz in Bergen, Norwegen, das Schiff und nannte es wieder in Sunward um. Im gleichen Zug wurde es auf Birka Cruise Ltd, Nassau, Bahamas, registriert.

### Golden Princess
Im Juni 1993 charterte Princess Cruises das Schiff. Wieder wurde es umbenannt und trug nun den Namen Golden Princess. Am 13. Juni 1993 startete die erste Kreuzfahrt von San Francisco Richtung Alaska.
Am 7. Juli 1996 brach ein Feuer im Maschinenraum aus, was einen Totalausfall aller Computersysteme an Bord zur Folge hatte. In Victoria, Kanada, wurden die Passagiere von Bord gebracht. Wenig später wurde das Schiff zur Reparatur nach San Francisco geschleppt. Dort traf es am 8. Juli 1996 ein.

### SuperStar Capricorn
Nach Ablauf der Charter durch Princess Cruises kaufte Star Cruises das Schiff im August 1996 und benannte es in SuperStar Capricorn um.
Im März 1998 wurde das Schiff für Casinokreuzfahrten ab New York eingesetzt. Zwei Monate später wurde dieser Einsatz abgebrochen, da die Fahrten nur Verluste einfuhren.

### Hyundai Keumgang
Am 20. September 1998 charterte Hyundai Merchant Marine, Panama, das Schiff für fünf Jahre. Es wurde in Hyundai Keumgang umbenannt und ab dem 18. November 1998 für Pilgerreisen nach Nordkorea eingesetzt. Im Oktober 2001 musste Hyundai Merchant Marine Co Ltd Konkurs anmelden; das Schiff wurde an Star Cruises Private zurückgeliefert.

### SuperStar Capricorn
Star Cruises Private nannten sie wieder in SuperStar Capricorn um und verlegten den Ausgangshafen von Tonghae, Südkorea, nach Port Klang, Malaysia. Im Dezember 2001 starteten von dort die ersten Kreuzfahrten.

### Grand Latino
Im Januar 2004 kaufte die spanische Viajes Iberojet das Schiff und benannte es in Grand Latino um. Wenig später wurde es für Mittelmeerkreuzfahrten eingesetzt.

### Boudicca
Im Januar 2005 kaufte Fred. Olsen Cruise Lines, Norwegen, das Schiff. Im November 2005 wurde es in Boudicca umbenannt und auf Fred. Olsen Cruise Lines in Santa Cruz, Teneriffa, registriert. Fred. Olsen Cruise Lines hatte bereits im Jahr 1996 mit der ehemaligen Royal Viking Star ein Schwesterschiff der Boudicca übernommen und in Black Watch umbenannt.
Wenig später wurde die Boudicca für umfangreiche Modernisierungsmaßnahmen nach Hamburg überführt. Dort wurden alle vier Schiffsdieselmotoren durch neue MAN B&W-Motoren mit einer Leistung von jeweils 3500 kW bei 750/min ersetzt. Des Weiteren erhielt es neue Propeller. Das Schiff wurde am 6. Januar 2006 aufgeschwommen – anschließend wurden Testfahrten auf der Elbe und der Nordsee durchgeführt.
Am 20. Februar 2006 traf das Schiff in Dover, Großbritannien, ein. Kleinere Abschlussarbeiten wurden durchgeführt, so dass am 23. Februar die erste Kreuzfahrt von Dover Richtung Madeira und den Kanaren beginnen konnte.

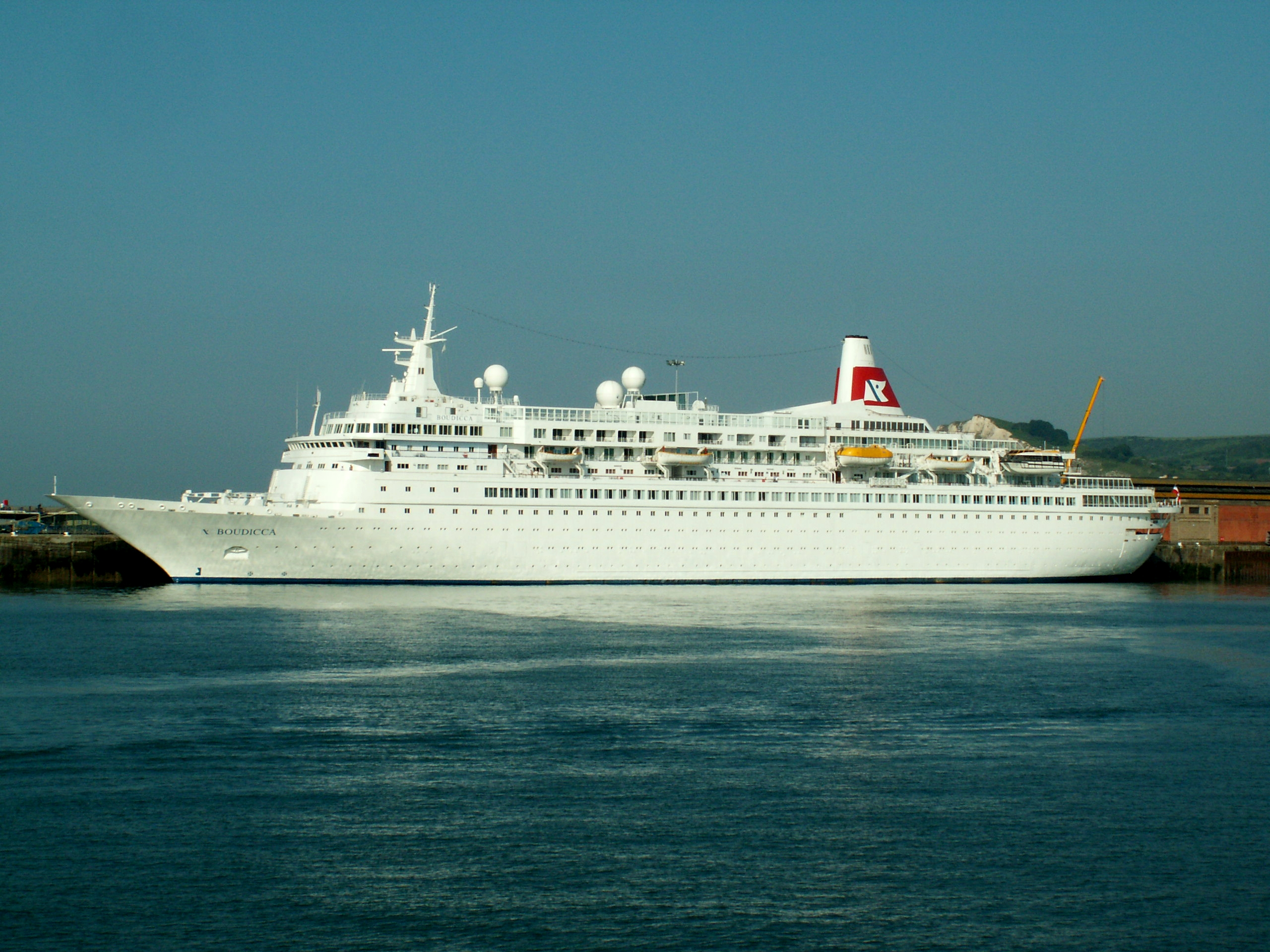
Die Boudicca in Dover, Juni 2006

Im Laufe des Jahres 2006 wurde die Boudicca auf Fred Olsen Cruise Lines in Singapur umregistriert.
Ursprünglich in Southampton stationiert, fuhr die Boudicca ab März 2010 von Liverpool aus, wo sie die Black Prince ablöste.
Auf der Reise von Cádiz nach Arrecife brach am Morgen des 25. Januar 2015 vor der Küste von Marokko gegen vier Uhr ein Feuer im Maschinenraum aus.

#### Ausmusterung und Verschrottung
2020 erwarb Fred. Olsen die Schwesterschiffe Rotterdam und Amsterdam der Holland-America Line. Die Black Watch und ihr Schwesterschiff Boudicca verließen daraufhin im August 2020 die Flotte der Fred. Olsen Cruise Lines. Beide Schiffe wurden an ein türkisches Unternehmen zur Nutzung als Unterkunftsschiffe verkauft.
Zunächst lagen sie vor Tuzla auf Reede, ab November 2020 waren die Schiffe in einer Marinewerft in Pendik aufgelegt. Am 1. Mai 2021 wurde die Boudicca in Edi umbenannt und traf am 17. Mai in Aliağa zum Abbruch ein, wo es von Ersay Ship Recycling verschrottet wurde. Die Black Watch ging im folgenden Jahr zur Verschrottung nach Indien.

## Ausstattung
- Denny-Brown-Flossenstabilisatoren
- fünf Bars, ein Casino, drei Menü-Restaurants und ein Café/Buffet-Restaurant
- Einkaufsmöglichkeiten (Parfümerie/Drogerie, Schmuck, Mode, Reisebüro)
- drei Pools und zwei Jacuzzis
- Bibliothek, Kartenspielraum
- Wellnessbereich (Sauna, Dampfbad, Spa, Schönheitssalon)
- Sportbereich (Fitness-Center, Golfabschlag)[2]